# Cartea fenomenelor damnate
The Book of the Damned (Cartea fenomenelor damnate. Sute de fenomene supranaturale ignorate de știință) a fost prima lucrare de non-ficțiune publicată de autorul american Charles Fort (prima ediție în 1919). În ceea ce privește diferitele tipuri de fenomene anormale, inclusiv OZN-urile, căderile ciudate de materiale organice și anorganice din cer, modelele meteorologice ciudate, posibila existență a unor creaturi despre care se crede în general că sunt mitologice, disparițiile oamenilor și multe alte fenomene, cartea este considerată a fi prima din tema specifică a anomaliilor.

## Prezentare generală și teza lui Fort
O procesiune a damnaților.

Prin damnați, mă refer la cei excluși.

Vom avea o procesiune de date pe care Știința le-a exclus

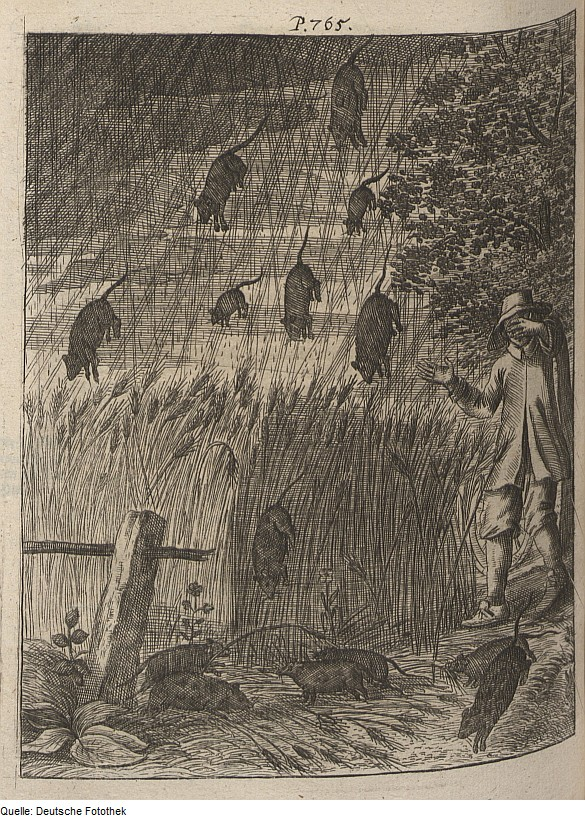
Ploaia de șobolani, gravură de din 1680.

Titlul cărții se referea la ceea ce el a numit datele „damnate” – date care au fost condamnate, sau excluse, de știința modernă din cauza neconformității lor cu credința acceptată. Fort a acuzat că oamenii de știință mainstream sunt conformiști care cred în ceea ce este acceptat și popular și de fapt nu caută niciodată adevărul care ar putea fi contrar a ceea ce cred ei. El a comparat, de asemenea, mintea apropiată a multor oameni de știință cu cea a fundamentaliștilor religioși, sugerând că presupusa „bătălie” dintre știință și religie este doar o distragere a atenției pentru faptul că, în opinia sa, știința este, în esență, pur și simplu o religie de facto. Aceasta este o temă pe care Fort a dezvoltat-o mai mult în lucrările sale ulterioare, New Lands și Lo!.
Fort a fost unul dintre primii scriitori importanți care s-au ocupat pe larg de fenomene paranormale, iar Cartea fenomenelor damnate a fost salutată ca fiind foarte influentă asupra scriitorilor de mai târziu despre paranormal.

## Conținut

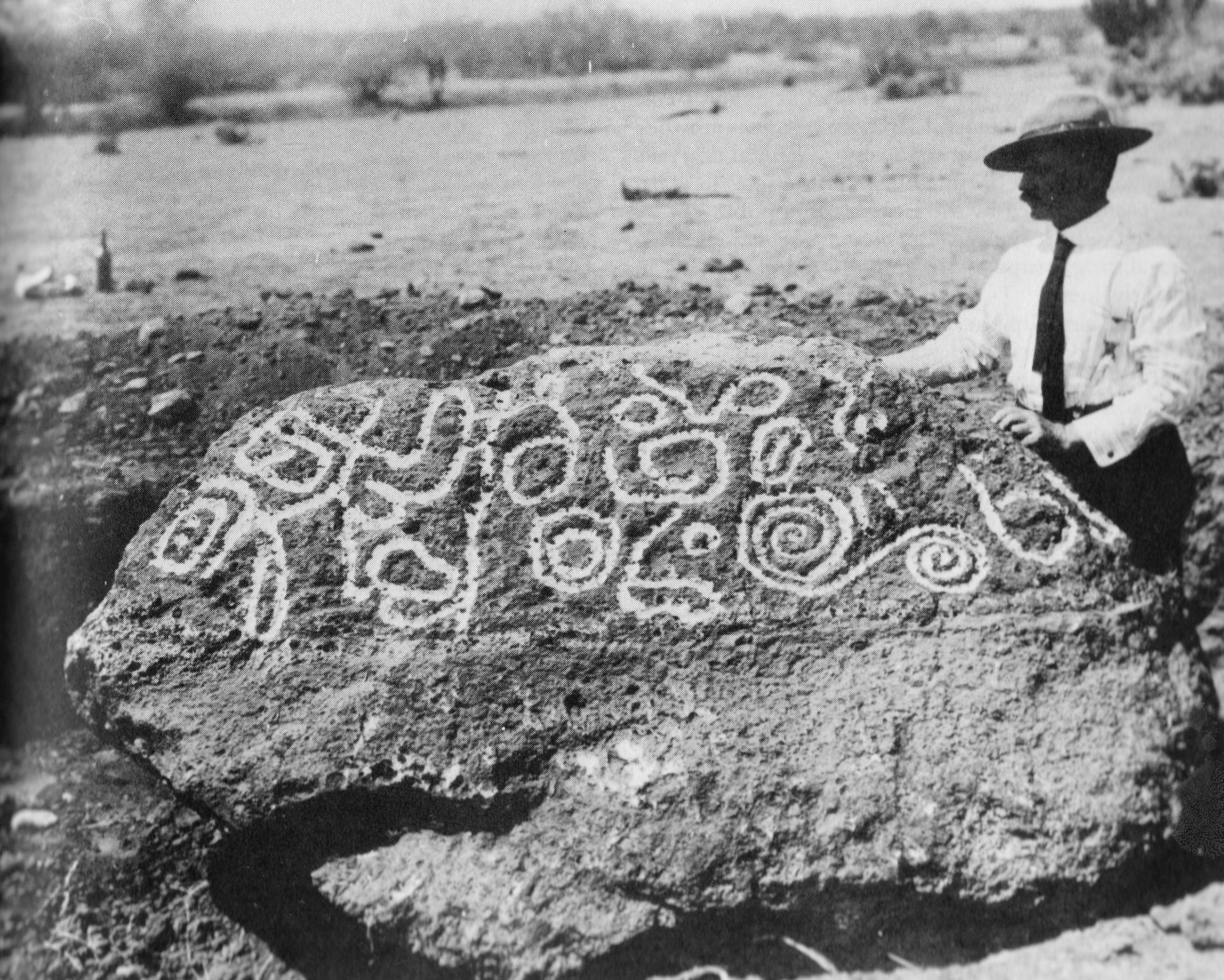
stă lângă misterioasa Piatră Esperanza, subiectul capitolului 11.

Primele capitole ale cărții se ocupă în mare măsură de explicarea tezei lui Fort. Ca exemplu particular, el citează strălucirea ciudată de pe cer din întreaga lume, care se presupune că a fost un rezultat al erupției din 1883 a vulcanului Krakatoa. Fort susține că un astfel de fenomen a precedat, de fapt, erupția cu câteva luni și sugerează că oamenii de știință, care au fost nedumeriți de fenomen, au folosit Krakatoa ca o explicație convenabilă pentru ceva pe care nu l-au putut explica anterior.

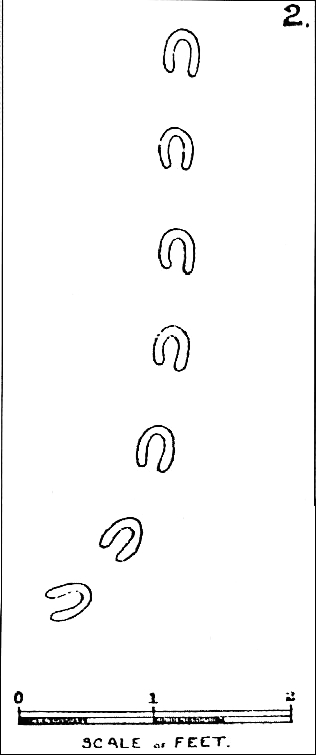
Urmele Diavolului din Devon în Anglia, în 1855

Fort are un interes deosebit pentru „căderile” ciudate și discută despre presupusele căderi de pești, broaște și diverse materiale neidentificabile. El are, de asemenea, capitole care discută despre descoperirile „pietrelor de tunet”, despre care se presupune că au căzut din cer în timpul furtunilor cu fulgere; o discuție despre dovezile privind existența uriașilor (topoare uriașe supradimensionate, prea mari pentru a fi folosite de orice persoană) și a  zânelor (așa-numitele „sicrie” și „cruci de zâne”); un scurt capitol despre fenomenele poltergeist; disparițiile multor oameni (inclusiv presupusa dispariție a câtorva sute de oameni într-un adăpost în timpul cutremurului de la Lisabona din 1755 ; el menționează, de asemenea, pe scurt, faimosul caz al brigantinei Mary Celeste⁠(d) (pe care l-ar discuta mult mai detaliat în Lo!); o secțiune destul de lungă referitoare la o serie de presupuse apariții OZN (această carte a fost scrisă cu mult înainte de 1947, Kenneth Arnold și începutul afirmațiilor moderne de apariții OZN și se termină cu o mențiune a misterului „Urmelor Diavolului” din Devon în Anglia, în 1855); și citând o serie de cazuri similare. Cartea discută, de asemenea, despre OZN-uri triunghiulare și observări ale acestora în diferite părți ale lumii la începutul anilor 1880.

## Teoria și critica lui Fort
Explicația lui Fort pentru „ploile” ciudate de mai sus și observațiile OZN-uri este aceea a existenței Mării Super-Sargaselor – adică un fel de „mare” staționară în care toate lucrurile de pe Pământ care se pierd sunt găsite în mod misterios și, uneori, plouă cu ele înapoi pe Pământ (el a dezvoltat această idee mult mai detaliat în cărțile sale ulterioare). Cu toate că Fort însuși aparent nu credea cu adevărat în această explicație, el (cel puțin în această carte) nu intenționează să explice fenomenele ca un întreg, pur și simplu enunțând faptele așa cum sunt ele și lăsând cititorii să tragă propriile concluzii. Lipsa lui de explicații pentru fenomenele pe care le prezintă i-a determinat pe unii sceptici și critici, în special pe Martin Gardner, să-l critice pe Fort ca fiind pur și simplu un critic distructiv (sau un „crank”) care prezintă afirmații negative fără relatări pozitive.

## Istoria publicării
Cartea fenomenelor damnate a fost publicată de firma americană Boni & Liveright⁠(d), care erau editorii de atunci ai prietenului lui Fort, autorul Theodore Dreiser. La sugestia lui Dreiser, Boni & Liveright a publicat cartea. Publicitatea cărții a fost gestionată de publicistul de la Boni & Liveright, Edward Bernays.

## Disponibilitate
The Book of the Damned (Cartea fenomenelor damnate) este disponibilă cu copertă broșată la Tarcher⁠(d), Prometheus Books⁠(d) și, deoarece a ajuns în domeniul public, poate fi găsită și în The Complete Works of Charles Fort  la Dover Publications, care conține toate cărțile sale despre acest subiect și pe mai multe site-uri web. Cartea a fost disponibilă și în format audio la Librivox.